# Serau
Serau (Capricornis) je rod středně velkých zvířat, podobných kozám nebo antilopám. Existuje několik druhů serauů.
Populace rodu serau je jako celek považována za ohroženou. Většina druhů serauů je zařazena na červený seznam Mezinárodního svazu ochrany přírody, protože jejich populace se zmenšuje.

## Způsob života, popis
Serauové i goralové (kteří jsou jejich menšími příbuznými) se často pasou na skalnatých kopcích v nižších nadmořských výškách. Oba druhy zvířat tedy sdílejí společné území. Serauové jsou pomalejší a méně mrštní než goralové, ale přesto dokážou šplhat po svazích, aby unikli predátorům a aby se v chladných zimách nebo horkých létech mohli ukrýt. Na rozdíl od goralů využívají serauové při pachovém značkování pre-orbitální žlázy (slzníky). Kopytníci obecně ukládají sekrety těchto žláz na větvičky a trávu a tímto způsobem dávají o sobě vědět ostatním zvířatům.
Zbarvení se liší podle druhu, oblasti i jedince. Obě pohlaví mají vousy a malé rohy, které jsou často kratší než uši.

## Taxonomie
Vědci zjistili, že fosilie podobných zvířat pocházejí z doby pozdního pliocénu, tedy z doby před dvěma až sedmi miliony let. Společní předkové podčeledi koz a ovcí mohli být velmi podobní moderním serauům.
Všechny druhy serauů byly donedávna řazeny také do rodu Naemorhedus, který nyní zahrnuje pouze goraly. Serauové žijí ve střední a východní Asii.
| Obrázek | Odborný název            | Jméno             | Místo výskytu                                                                                          |
| ------- | ------------------------ | ----------------- | --- |
|         | Capricornis crispus      | Serau malý        | Honšú, Kjúšú, Šikoku v Japonsku                                                                        |
|         | Capricornis sumatraensis | Serau velký       | Východní Himálaj, východní a jihovýchodní Bangladéš, Čína, Jihovýchodní Asie, indonéský ostrov Sumatra |
|         | Capricornis rubidus      | Serau červený     | Jižní Bangladéš a severní Myanmar                                                                      |
|         | Capricornis swinhoei     | Serau tchajwanský | Tchaj-wan                                                                                              |
|         | Capricornis thar         | Serau himálajský  | Severní Indie, Nepál a Bhútán (Himálaj), východní Bangladéš                                            |

Dalšími popsanými druhy jsou Capricornis maritimus (anglicky Indochinese serow) a Capricornis milneedwardsii (anglicky Chinese serow).